# Stora Torget, Södertälje

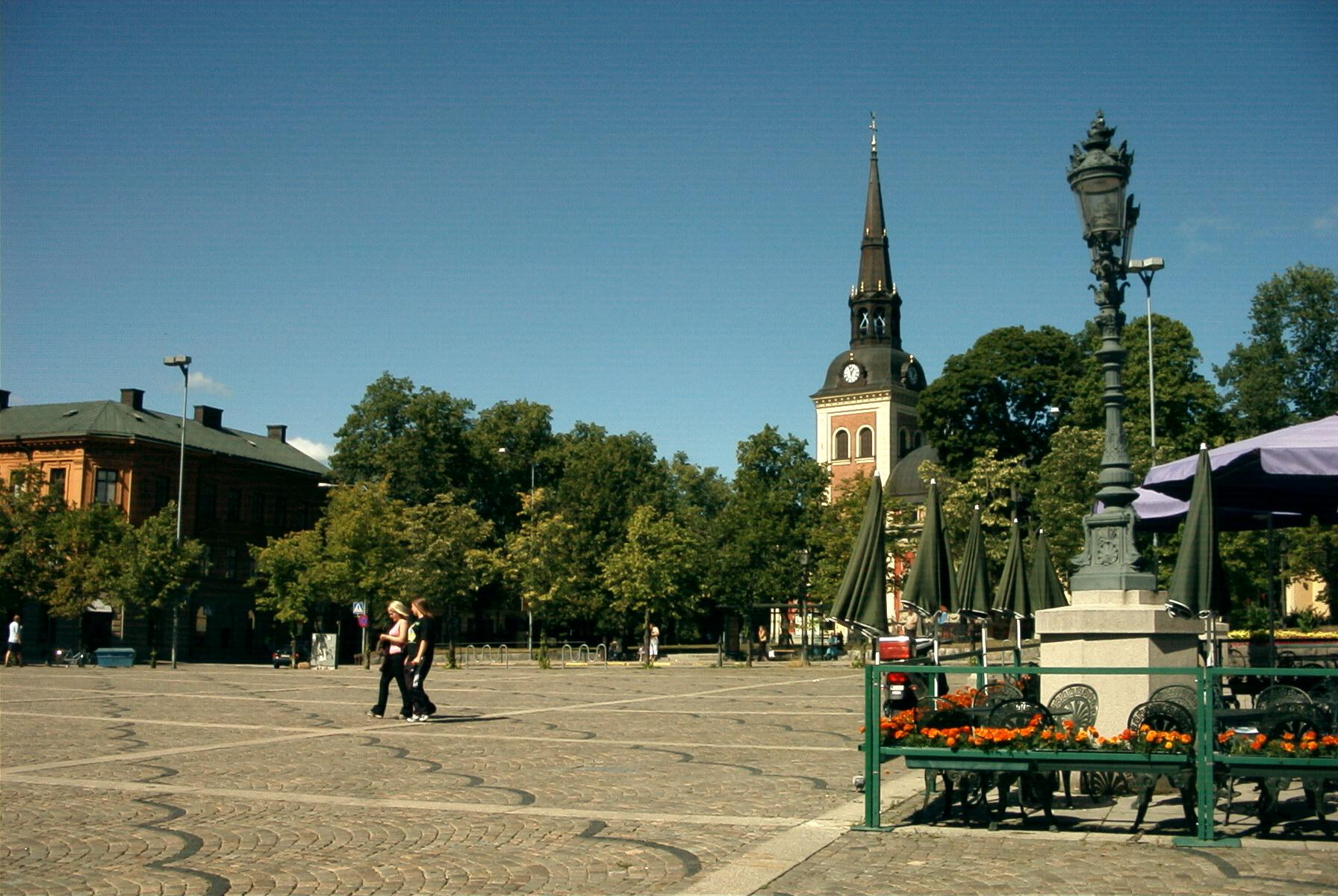
Stortorget sett från Köpmangatan.

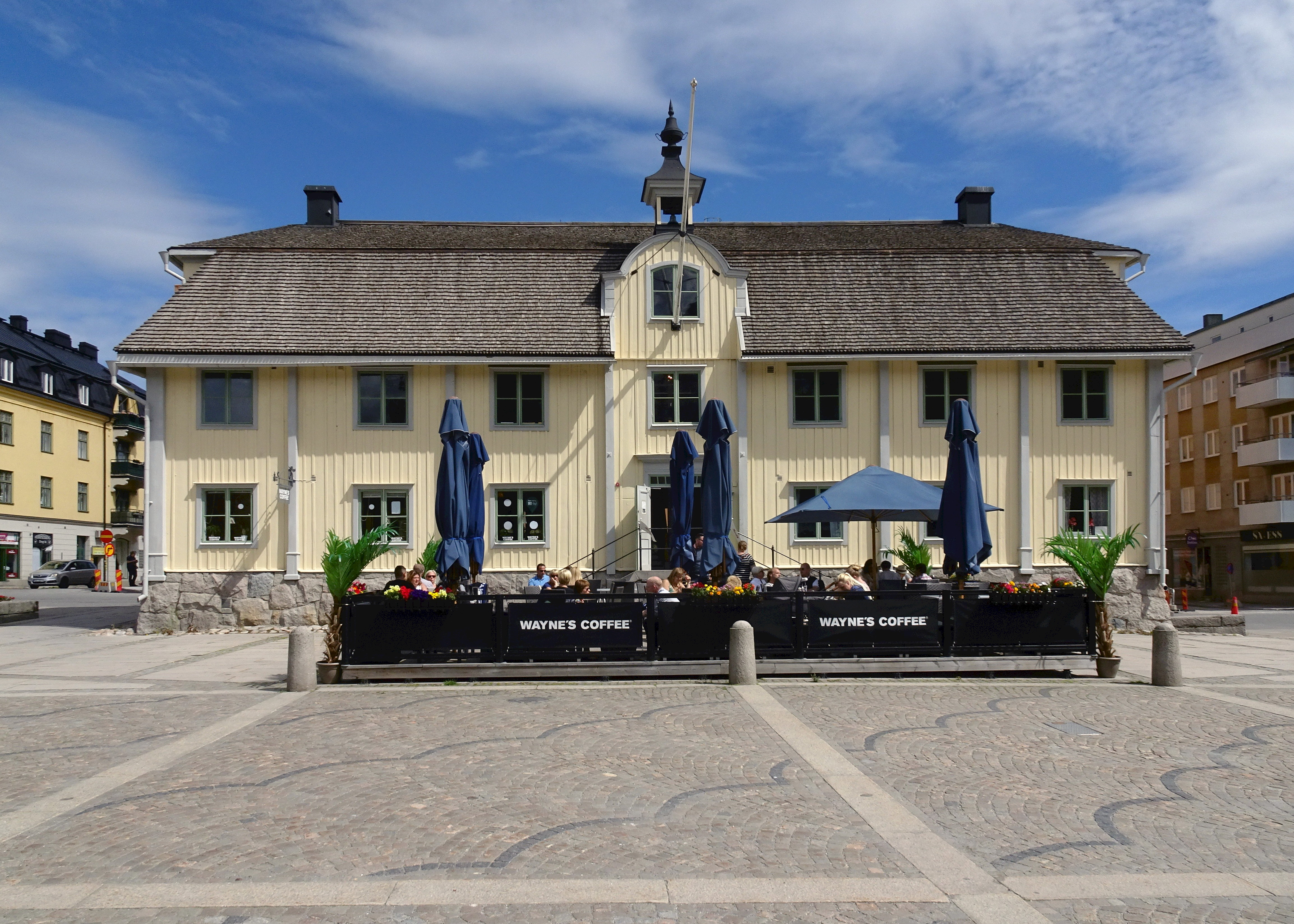
Södertäljes gamla rådhus vid Stortorget.

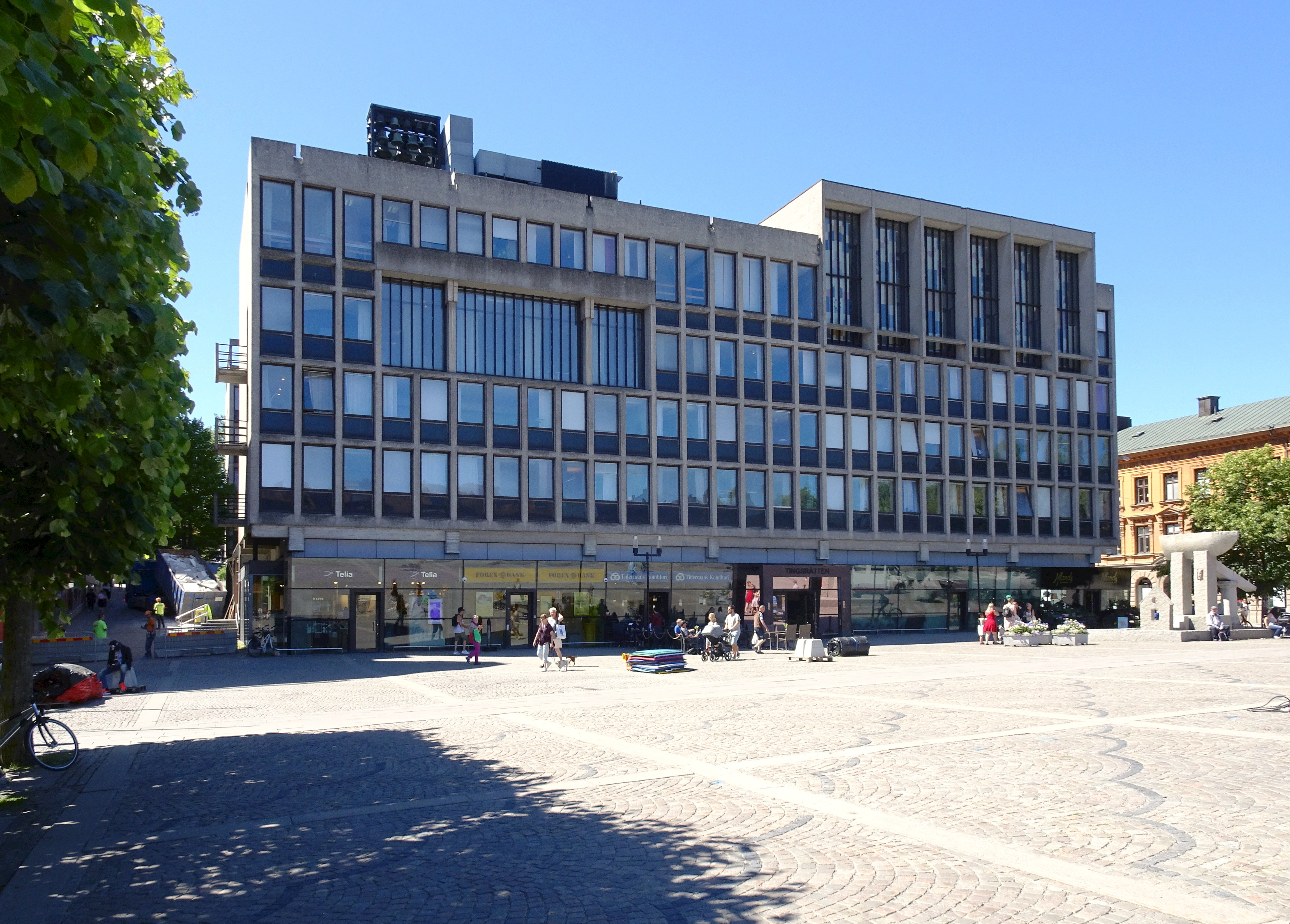
Nya Rådhuset, Tingshuset.

Stora Torget, tidigare Stortorget,  är ett torg i centrala Södertälje i östra Södermanland. Torget ramas in av Storgatan, Köpmangatan, Jovisgatan och Gästgivaregatan.

## Historia
Till skillnad ifrån motsvarande torg i andra städer i Sverige, byggdes Stortorget inte i första hand för stadsborna själva – utan för att underlätta handeln mellan städerna runt Östersjön och i Mälaren.
Vid medeltidens början hade nuvarande Södertälje kanal blivit så pass grund att man numera inte längre kunde släpa båtarna över det trånga näset. Istället bestämde man att marknader skulle hållas i Södertälje, dit man kunde åka för att köpa och sälja sina varor.
Stortorgets placering är omsorgsfullt utvald för att ligga precis mitt emellan Saltsjön (Östersjön) och Mälaren. Detta för att inte köpmännen skulle behöva släpa sina varor längre än vad som var absolut nödvändigt för att möta handelspartners från städerna i andra änden av den nuvarande kanalen.

## Nutid
Under många hundra år var Stora Torget betydande för staden, inte minst för den torghandel som hölls där. På den tiden räknade man även Stortorget som stadens mest centrala plats. I modern tid då den mesta handeln förlagts till butiker, har torgets betydelse minskat. Numera anses dessutom Marenplan vara den mest centrala platsen i staden.
Stortorget kantas av bebyggelse från framför allt 1800-talet. De mest kända byggnadsverken är det gulmålade Gamla rådhuset i trä som flyttades hit 1982. Intill torgets norra sida stor Sankta Ragnhilds kyrka. Kyrkan, som både är stadens största och viktigaste, är även kontraktskyrka i Södertälje kontrakt – och ingår i Södertälje-Tveta församling.
Tingshuset, i korsningen Storgatan/Gästgivaregatan är 1965 byggd i modern stil. Bygget förgicks av en allmän arkitekttävling som utlystes av Södertälje stad 1957. Tävlingen vanns av Åke E. Lindqvist. Huset fick en central framskjuten placering vid torget på den gamla rådhusbyggnadens plats. Byggnaden har uppförts i för tiden ledande byggnadsmaterial, betong och glas. Fastigheten är av Stockholms läns museum rödklassad vilket innebär att byggnaden klarar fordringar för byggnadsminnesförklaring enligt Kulturmiljölagen. Kulturminneslagen är den starkaste lag som finns i Sverige för skydd av kulturhistoriskt värdefull bebyggelse.